# Genitalhöcker

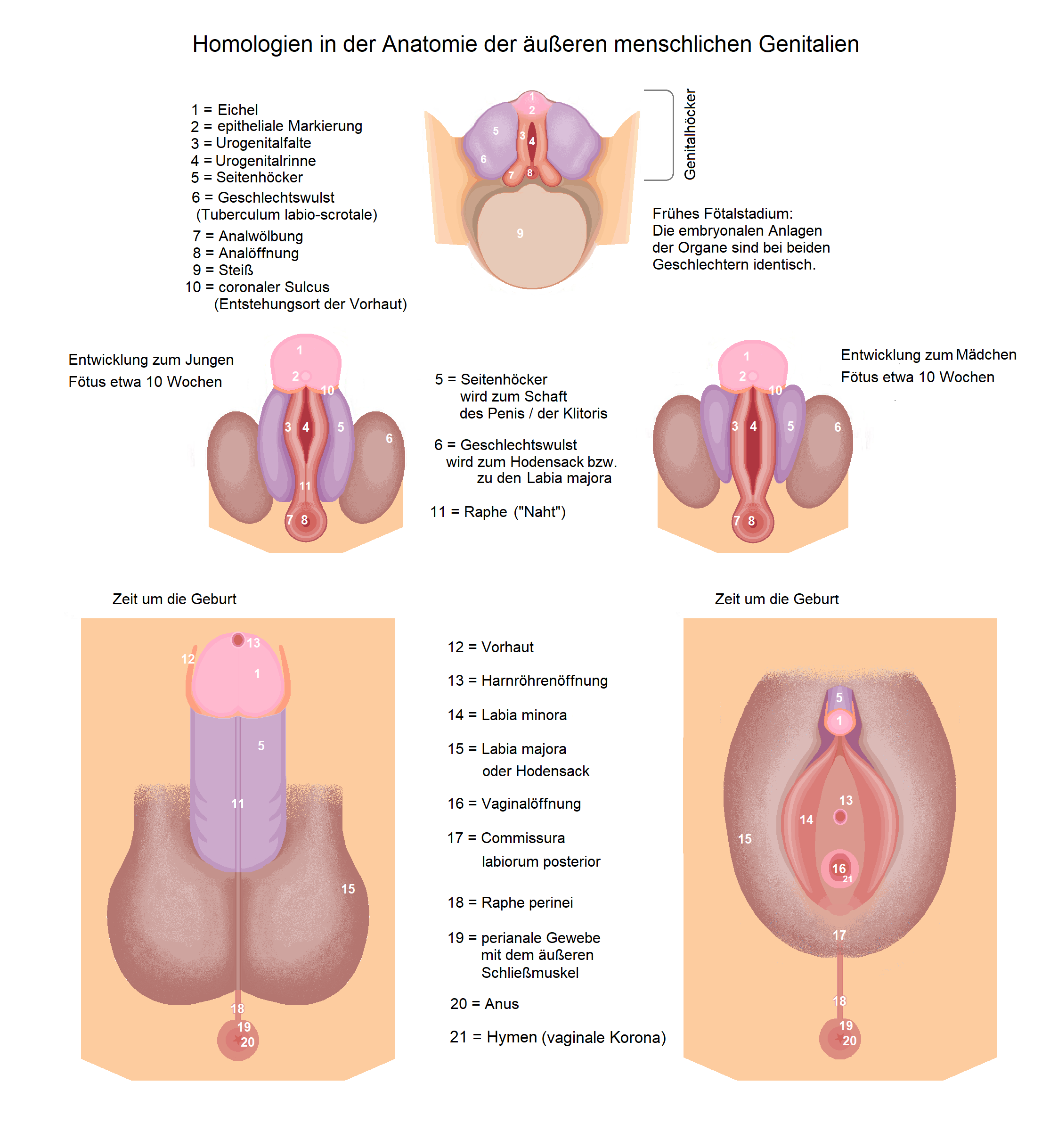
Der Genitalhöcker ist bei beiden Geschlechtern gleich. Dann entwickeln die Organanlagen durch die Wirkung von Geschlechtshormonen unterschiedliche Proportionen und die Urogenitalrinne schließt sich zu unterschiedlichen Anteilen.

Der Genitalhöcker oder Geschlechtshöcker (Tuberculum genitale) ist die für beide Geschlechter gemeinsame Anlage der Klitoris beziehungsweise des Penis bei Säugetieren. Er entsteht durch eine starke Zellzunahme (Wucherung) des Mesenchyms kopf-bauchseitig (kranioventral) der Kloakenmembran. Der Genitalhöcker verlängert sich zu einem Protophallus, der zunächst bei beiden Geschlechtern gleich lang ist. An der Unterseite des Protophallus entsteht die Urogenitalrinne (Sulcus urogenitalis), die von den beiden Urogenitalfalten (Plicae urogenitales) links und rechts begrenzt wird. Seitlich des Genitalhöckers entstehen die Geschlechtswülste – die wiederum für beide Geschlechter gemeinsame Anlage des Hodensacks beziehungsweise der äußeren Schamlippen.

## Fortschreitende Differenzierung beim Menschen

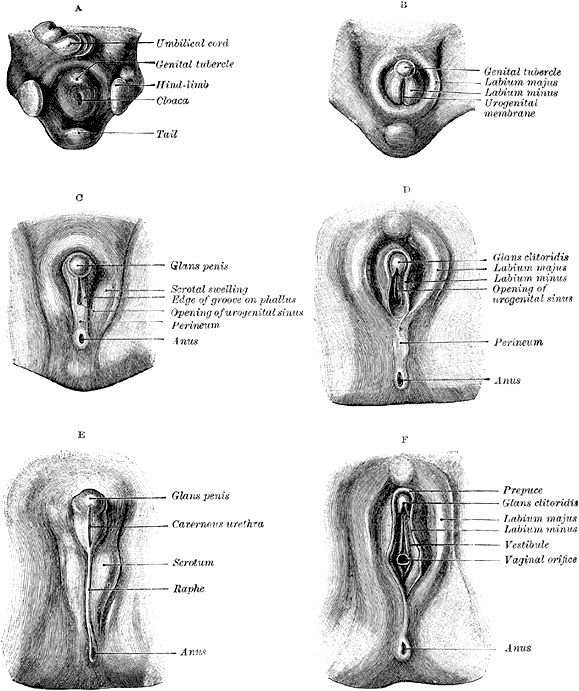
Geschlechtsdifferenzierung beim Menschen

Beim Menschen setzt bei der Geschlechtsdifferenzierung die Entwicklung zur eindeutigen und damit trennenden Ausgestaltung (Differenzierung) der äußeren Genitalien ungefähr ab der neunten Woche der Embryonalentwicklung (Schwangerschaft) ein.

### Weibliche Entwicklung
Bei weiblichen Embryonen bleibt der Protophallus des Genitalhöckers kurz und entwickelt sich zur Klitoris. Die Urogenitalfalten bleiben getrennt und bilden die inneren Schamlippen.

### Männliche Entwicklung
Bei männlichen Embryonen wird nach der sechsten Woche das sogenannte SRY-Gen auf dem Y-Chromosom abgelesen und ein Protein gebildet, das als Hoden-determinierender Faktor (HDF) bezeichnet wird. Dieses Eiweiß reguliert als Transkriptionsfaktor die Expression zahlreicher anderer Gene des Genoms und leitet die Geschlechtsdifferenzierung ein. So findet unter diesem Einfluss ein Umbau zu den inneren Geschlechtsorganen (vor allem den paarigen Hoden, Nebenhoden, Samenleitern sowie der Vorsteherdrüse) statt. Weiterhin regt es bestimmte somatische Zellen dazu an, sich zu testosteronproduzierenden Leydig-Zellen zu entwickeln. Nach dem dortigen Beginn der Testosteronproduktion etwa in der siebten Woche wird dieses Androgen mit Hilfe des Enzyms Steroid-5α-Reduktase (SRD5) in den Zielzellen (Sinus urogenitalis / Tuberculum genitale) zu dem Dihydrotestosteron (DHT) umgewandelt.
Unter dem Einfluss dieses DHT, der biologisch aktivsten Testosteronform, beginnt dann die Ausprägung der äußeren Genitalien: der Protophallus des Genitalhöckers verlängert sich zu einem Penis (Phallus), die Urogenitalrinne schließt sich zur Pars spongiosa der Harnröhre und bildet den Harnröhrenschwellkörper. Aus dem zentralen Teil des Phallus entsteht der Penisschwellkörper und bei anderen Tieren gegebenenfalls der Penisknochen.

## Fehlbildungen
Ausbleibende Entwicklung des Genitalhöckers, auch Primordialer Phallus genannt, führt zur Aphallie.